# Bogdan Ciril Novak
Bogdan Ciril Novak, slovenski zgodovinar, * 9. oktober 1919, Ljubljana, † 1. februar 2011, Toledo?/Sylvania, Ohio, ZDA.

## Življenje in delo
Novak je leta 1944 diplomiral na ljubljanski PF ter 1955 magistriral in 1961 doktoriral iz zgodovine na čikaški univerzi Loyola z disertacijo o etničnih in političnih vidikih boja za Trst 1943-1954. Po umiku iz Slovenije 1945 je poučeval na več tržaških osnovnih šolah in gimnazijah, po odhodu 1951 v ZDA pa na univerzah Indiana (Gary) in Roosevelt (Chicago).
Novak se je izkazal za enega od vidnejših strokovnjakov za zgodovino Trsta in Svobodnega tržaškega ozemlja ter za vprašanje državne meje z Italijo, proučeval pa je tudi splošna vprašanja zgodovine Slovencev, slovenske manjšine v Italiji ter izseljeništva v ZDA, predvsem delovanje L. Adamiča.